# 푸에블로 치코, 인피에르노 그란데
《푸에블로 치코, 인피에르노 그란데》(스페인어: Pueblo chico, infierno grande)은 1997년 방영된 멕시코의 텔레노벨라이다.